# 168203 Kereszturi
168203 Kereszturi è un asteroide della fascia principale. Scoperto nel 2006, presenta un'orbita caratterizzata da un semiasse maggiore pari a 2,4184431 au e da un'eccentricità di 0,1662318, inclinata di 2,97456° rispetto all'eclittica.